# Snøhvit

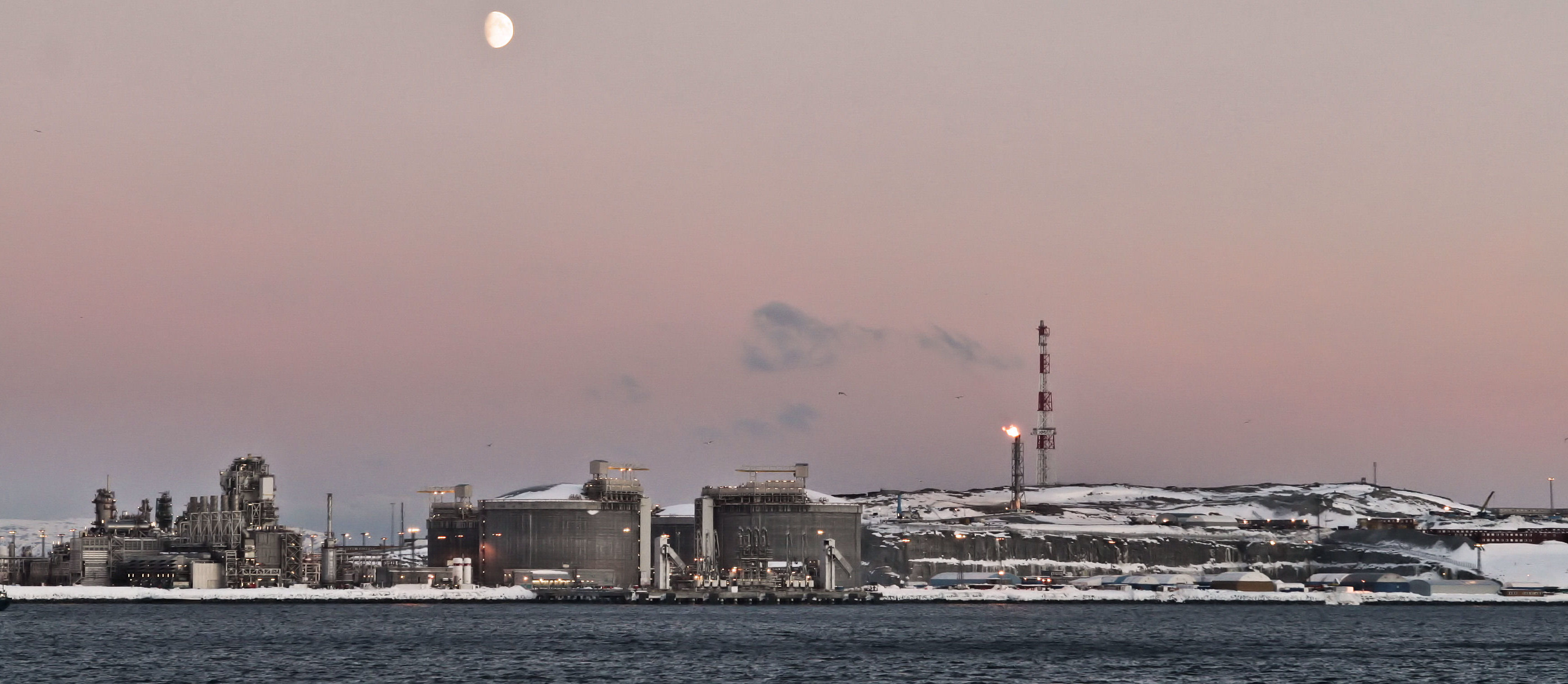
LNG Gas-Terminal Melkøya

Snøhvit (deutsch Schneewittchen), auch Snøhvitfeltet, ist das fünftgrößte norwegische Gasfeld – betrieben vom Equinor-Konzern (ehemals Statoil). Es besteht eigentlich aus den drei einzelnen Feldern Snøhvit, Albatros und Askeladd, die jedoch Teil eines gemeinsamen Entwicklungsplans geworden sind. Die Vorkommen wurden 1984 entdeckt und liegen etwa 140 km nordwestlich von Hammerfest auf dem norwegischen Kontinentalsockel in der Barentssee.

## Überblick
Schätzungen zufolge enthält das Feld förderbare Mengen von Erdgas in einer Größenordnung von um 160 Milliarden Sm³ (Standardkubikmeter) und mit einem Kohlendioxidgehalt von 5–8 %, die zur Herstellung von Flüssigerdgas gewonnen werden sollen. Es wird eine Jahresmenge von 5,75 Milliarden m³ Erdgas zur Verflüssigung angenommen, dazu kommen 747.000 Tonnen Erdgaskondensat und 247.000 Tonnen Flüssiggas. Ebenfalls ist eine dünne Ölzone vorhanden. Die Reservoire befinden sich in Sandsteinen des unteren und mittleren Juras.
Das Herz der Anlage ist eine 9 × 154 × 54 m große und 10.000 Tonnen schwere Barge, die mit einer 25.000 Tonnen schweren Prozessanlage zur Gasverflüssigung bestückt ist. Sie wurde auf der Insel Melkøya  in der Nähe von Hammerfest installiert. Die Barge verließ im Juni 2005 ihre Werft bei Puerto Real, Cádiz in Südwestspanien und wurde vom Halbtauchschiff Blue Marlin an ihren Standort transportiert, wo sie im späten September eintraf und dort bis Sommer 2006 eingebaut wurde.
Durch eine 143 km lange und 68 cm starke unterseeische Pipeline wird der aus verschiedenen flüssigen Erdgas-Kondensatphasen bestehende Förderstrom in die Weiterverarbeitungsanlage gebracht. Diese Pipeline wird als die längste Mehrphasen-Pipeline (multiphase pipeline) der Welt bezeichnet. Auf Melkøya werden die Phasen getrennt und prozessiert. Dort befinden sich die Steuereinrichtungen und eine Kühlanlage, mit der das gewonnene Erdgas abgekühlt wird. Es handelt sich dabei um die erste Gasförderanlage in Norwegen, die völlig ohne Förderplattformen an der Meeresoberfläche auskommt.

## Inbetriebnahme
Im Herbst 2007 ging die Anlage in Betrieb. Nach einigen Wochen wurde sie wegen technischer Anlaufschwierigkeiten abgeschaltet. Der Betrieb wurde ab dem 25. Januar 2008 wiederaufgenommen und hat mittlerweile 100 % Kapazität erreicht (Stand März 2009).
Das Herzstück der Anlage wurde von der Firma Linde konzipiert und geliefert. Die Kältekreisläufe zur Abkühlung des Gases wurden in Bezug auf Verfügbarkeit und Energieverbrauch erfolgreich optimiert.
Die Kosten wurden ursprünglich mit 51 Milliarden Kronen (über 6 Mrd. Euro) veranschlagt. Die tatsächlichen Kosten wurden im Februar 2008 auf 60 Milliarden Kronen geschätzt. Diese hohen Investitionssummen sollen sich aufgrund langfristiger Lieferverträge innerhalb weniger Jahre amortisieren.

## Umwelt
Durch das Abfackeln von Erdgas wurden bis Januar 2008 1 Mio. Tonnen CO2 und 2.200 Tonnen Ruß frei. Diese hatten eine zusätzliche Treibhauswirksamkeit wie 3,5 Millionen Tonnen CO2.